# Cossus
Genre
Cossus est un genre d'insectes de l'ordre des lépidoptères (papillons), de la famille des Cossidae.
En Europe, ce genre ne comprend qu'une seule espèce :
- Cossus cossus (Linnaeus 1758) - Gâte-bois

## Autres espèces
- C. abyssinicus
- C. aceris
- C. acronyctoides
- C. aegyptiacus
- C. afghanistana
- C. airani
- C. aksuensis
- C. albescens
- C. albiplagiatus
- C. angrezi
- C. araraticus
- C. aremniacus
- C. aries
- C. badiala
- C. balcanicus
- C. bianchii
- C. bohatschi
- C. bongiovannii
- C. breviculus
- C. brunneofasciatus
- C. cadambae
- C. cashmirensis
- C. celebensis
- C. centerensis
- C. centrimaculatus
- C. cheesmani
- C. chinensis
- C. chloratus
- C. cinereus
- C. cirrilator
- C. colossus
- C. crassicornis
- C. crassilineatus
- C. crucis
- C. dentilinea
- C. deserta
- C. divisus
- C. eutelia
- C. fanti
- C. florita
- C. frater
- C. fulvosparsa
- C. funkei
- C. fuscibasis
- C. gaerdesi
- C. generosa
- C. giganteus
- C. greeni
- C. guttata
- C. horrifer
- C. hunanensis
- C. hycranus
- C. incandescens
- C. inconspicuus
- C. javanus
- C. kinabaluensis
- C. kossai
- C. kwouus
- C. lepta
- C. ligniperdalis
- C. likiangi
- C. mauretanicus
- C. modestus
- C. mokshanensis
- C. mongolianus
- C. mongolicus
- C. mucidus
- C. nigeriae
- C. nigromaculatus
- C. nina
- C. omrana
- C. orc
- C. orientalis
- C. osthelderi
- C. parvipunctatus
- C. parvulus
- C. pavidus
- C. perplexus
- C. polygraphus
- C. populi
- C. pusillus
- C. rectangulatus
- C. reussi
- C. rufidorsia
- C. saharae
- C. sakalava
- C. sareptensis
- C. seineri
- C. semicurvatus
- C. senex
- C. sidamo
- C. stertzi
- C. stigmaticus
- C. streineri
- C. striolatus
- C. stygianus
- C. subnigra
- C. subocellatus
- C. suffuscus
- C. tahamae
- C. tahlai
- C. tapinus
- C. tenebroides
- C. toluminus
- C. turati
- C. unguiculatus
- C. uralicus
- C. verbeeki
- C. vinctus
- C. volgensis
- C. windhoekensis
- C. ziliante